# قزليار
قزليار هي بلدة في مقاطعة ده نو في ولاية صرخنداريا في أوزبكستان.